# Flamencología

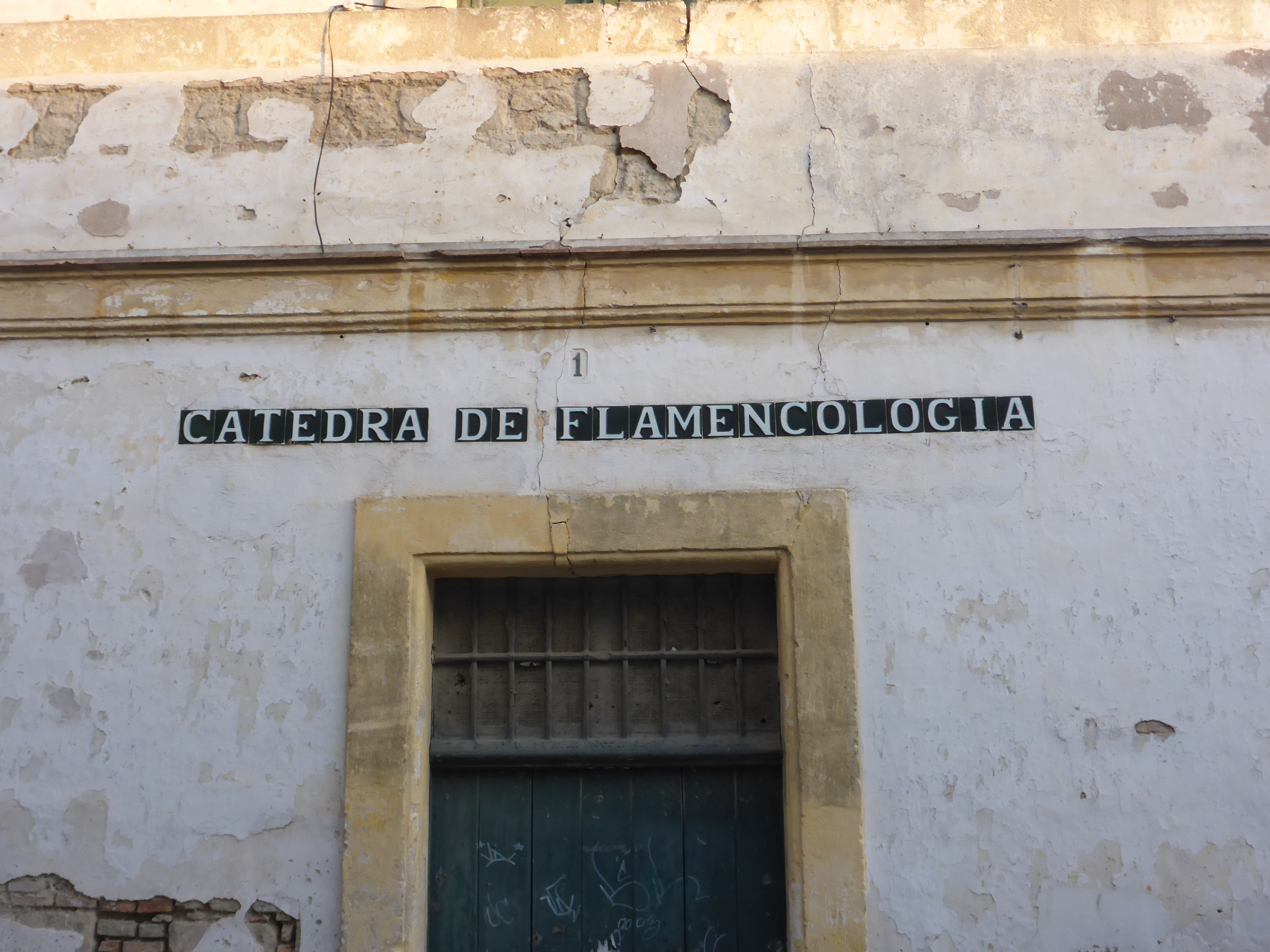
Cátedra de Flamencología de Jerez de la Frontera (sede antigua), España

La flamencología es una disciplina surgida en la década de los años 50 en torno al estudio, investigación y divulgación del flamenco. 

## Inicios
El término flamencología lo usa por vez primera Anselmo González Climent en el título de un libro que lo escribió él sobre el tema en 1955. Desde que se publicara dicho libro despertó un interés mayor en cuestiones técnicas de la historia del flamenco. Al principio se publicaban más tratados de vivencias personales que obras de carácter científico. Con el paso del tiempo aparecen documentos más rigurosos basados en análisis serios y se publican diversas obras de teoría musical, guitarrístico, se suceden los congresos, cursos universitarios... y llega la flamencología como carrera en el Conservatorio Superior de Córdoba. Desde entonces aparecen cátedras de Flamencología en Jerez de la Frontera, Sevilla, Granada y Córdoba. Raquel Cantero ha sido la primera cantaora que es doctorada en flamencología, por la Universidad de Sevilla, mientras que Rafael Hoces hizo lo propio en guitarra.

## Figuras destacadas
- Francisco Zambrano Vázquez
- Raquel Cantero
- Felipe Lara
- Juan de la Plata[7]
- José Manuel Caballero Bonald